# Línea 65 (Media Distancia)
La línea 65 (Sevilla - Cádiz) es una línea ferroviaria realizada por servicios MD que recorre transversalmente la comunidad española de Andalucía. Discurre por vías convencionales electrificadas a 3 000 V CC de ancho ibérico, pertenecientes a Adif. Es operada por la sección de Media Distancia de Renfe Operadora mediante trenes Serie 449.
La duración mínima del viaje entre Cádiz y Sevilla es de 1 hora y 37 minutos. Es la línea de Media Distancia de Andalucía más utilizada, con 1,6 millones de pasajeros al año, siendo las estaciones más utilizadas por este orden Sevilla-Santa Justa, Jerez de la Frontera, El Puerto de Santa María y Cádiz.
La línea se denominaba anteriormente «A1». Algunos trenes continúan hasta Jaén, aunque a partir de Sevilla-Santa Justa pasan a ser parte de la línea 66 (Sevilla-Jaén). Todo el recorrido es compartido con la línea 76, que después continúa por la vía de alta velocidad. Anteriormente se operaba con trenes Serie 470 de Renfe.